# 沃尔特·莫勒
沃尔特·莫勒（英語：Walter Maurer，1893年5月9日—1983年5月18日），美国男子摔跤运动员。他曾代表美国参加1920年夏季奥林匹克运动会摔跤比赛，获得男子自由式次重量级铜牌。